# Johannes Goritz
Johannes Goritz (Koerich, 1457 (?) - Verona, 1527), ook wel bekend als onder zijn gelatiniseerde naam Corycius, was een Luxemburgse humanist en mecenas die in Rome woonde. 

## Leven
Over de jonge jaren van Goritz is weinig bekend. Wat wel zeker is, is dat hij zich in 1479 inschreef aan de universiteit Ruperto Carola in Heidelberg. Hier voltooide hij 1481 zijn studie, waarna hij rond 1484 naar Rome trok. 
In Rome maakte hij al gauw carrière binnen de curie, waar hij tijdens de hoogtijdagen van de renaissance diende onder zes achtereenvolgende pausen: Alexander VI, Pius III, Julius II, Leo X, Adrianus VI en Clemens VII. Onder Julius II en Leo X bekleedde Goritz hoge functies binnen het pauselijke bestuursapparaat. Dankzij zijn invloedrijke positie, welvaart en goede contacten werd Goritz' huis op de oostflank van de Capitolijn een vergaderpunt van tal van geleerde gasten, onder wie Erasmus, Michelangelo, Copernicus, Bramante en Luther. Na het jaar 1527 was het gedaan met Goritz' loopbaan. Volgend op de Plundering van Rome keerde hij in dat jaar berooid huiswaarts. Goritz kwam echter niet verder dan Verona, waar hij in relatieve armoede stierf.

## Mecenaat
Tijdens zijn verblijf in Rome gold Goritz als een vooraanstaande sponsor van de kunsten. Met het Forum van Trajanus als decor organiseerde Goritz tussen 1512 en 1527 uitbundige feesten die zijn gasten moesten inspireren tot nieuwe kunstzinnige daden. Bezoekers van deze feesten, onder wie Pietro Bembo en Baldassare Castiglione, schreven gedichten die samen als de Coryciana bekend zijn geraakt, naar Goritz' gelatiniseerde naam Corycius. 
Tevens liet Goritz in de Sant'Agostino in 1510 een kapel bouwen. Hij vroeg bevriende kunstenaars om de kapel te verfraaien. Rafaël schilderde daarop een fresco van de profeet Jesaja. De beeldhouwer en architect Andrea Sansovino maakte een standbeeld van een Anna te Drieën. Beide kunstwerken, die deels geïnspireerd waren door de Naturalis historia van Plinius de Oudere, zijn nog altijd in de kerk te zien in de zogeheten Goritz-kapel. Tijdens de feesten die Goritz organiseerde werden de Coryciana op de sokkel van het standbeeld van Sansovino gelegd.

## Verder lezen
Maurits de Leeuw, 'Plinius de Oudere in de S. Agostino. Receptie van de Naturalis Historia in de beeldhouwkunst en Latijnse poëzie van de Renaissance', Roma Aeterna (2017) 5:1, 70-82.
- Gemeinsame Normdatei: 121094812
- International Standard Name Identifier: 0000 0000 7821 0180
- Library of Congress Control Number: n85800076
- Nederlandse Thesaurus van Auteursnamen: 239460138
- Système universitaire de documentation: 235490849
- Virtual International Authority File: 10693398
- WorldCat: E39PBJg8FmKG6KyyJYcJbJhbVC